# Campionato Primavera 1993-1994
Il campionato Primavera 1993-1994 è la 32ª edizione del campionato Primavera. Il detentore del trofeo è l'Atalanta.
La squadra vincitrice del torneo è stata la Juventus che si è aggiudicata il titolo di campione nazionale per la terza volta nella sua storia.

## Avvenimenti

L'attaccante juventino Fabrizio Cammarata

Dopo ventidue anni dall'ultimo trionfo, la Juventus tornò a fregiarsi del titolo di categoria. La formazione allenata da Antonello Cuccureddu poteva contare su un gruppo di elementi che annoverava molti futuri protagonisti dei maggiori campionati italiani, quali i portieri Squizzi e Fontana, i difensori Baldini, Dal Canto, Manfredini e Loria, i centrocampisti Binotto, Del Nevo e Milanetto, e l'attaccante Cammarata; la maglia numero dieci era sulle spalle di Alessandro Del Piero, promettente fantasista già impegnato nella spola tra giovanili e prima squadra, destinato a divenire la «bandiera» bianconera dei successivi vent'anni nonché uno dei maggiori calciatori della sua epoca.
Già vincitrice pochi mesi prima, interrompendo un altro lungo digiuno, del Torneo di Viareggio, la Juventus trovò ad attenderla nella finale del campionato i concittadini del Torino, guidati da Rosario Rampanti.
Vista la stracittadina, come sede della doppia finale venne scelto lo stadio Comunale, abbandonato dalle due formazioni torinesi nel 1990 in favore del più moderno Delle Alpi, e nell'occasione teatro dell'ultimo evento calcistico di rilievo della sua fin lì sessantenaria storia – prima della ristrutturazione d'inizio III millennio –; un modo anche per rievocare gli accesi derby tra bianconeri e granata a cavallo degli anni 1970 e 1980, che videro proprio tale impianto come sfondo.
Nella gara di andata, giocata il 18 giugno e con la Juventus, formalmente, padrona di casa, questa ipotecò il successo grazie a un 2-0 firmato dalla sua coppia d'attacco Cammarata-Del Piero, a segno rispettivamente in apertura e nei minuti conclusivi dell'incontro, il primo con un'azione personale e il secondo sugli sviluppi di una ripartenza.
Sette giorni dopo il Torino riuscì a battere platonicamente i rivali nel retour match ma non ribaltare l'esito del doppio confronto, causa un inutile successo di misura, arrivato con un diagonale di Briano, a un paio di minuti dal termine. La Juventus seppe rintuzzare il tardivo forcing dei granata sicché al triplice fischio poté festeggiare il suo terzo tricolore di categoria.

## Risultati

### Finale
| Arbitro: | Bertini (Arezzo) |

|                             |           |  |
| Cammarata 14’ Del Piero 86’ | Marcatori |  |

| Arbitro: | D'Agostini (Frosinone) |

|            |           |  |
| Briano 88’ | Marcatori |  |